# 斯武普察縣

52°18′N 17°52′E / 52.300°N 17.867°E
斯武普察縣（波蘭語：Powiat słupecki），是波蘭的縣份，位於該國中西部，由大波蘭省負責管轄，首府設於斯武普察，面積838平方公里，2006年人口58,725，人口密度每平方公里70人。